# Saint-Cybardeaux
Saint-Cybardeaux är en kommun i departementet Charente i regionen Nouvelle-Aquitaine i västra Frankrike. Kommunen ligger  i kantonen Rouillac som ligger i arrondissementet Cognac. År 2022 hade Saint-Cybardeaux 796 invånare.

## Befolkningsutveckling
Antalet invånare i kommunen Saint-Cybardeaux
Referens:INSEE